# Romes Gainetdinov
Romes Gainetdinov (en ruso: Ромес Фанависович Гайнетдинов), nacido el 6 de mayo de 1967 en Sverdlovsk, es un ciclista profesional ruso que fue profesional de 1991 a 1996.

## Palmarés
1989
- Dúo Normando (con Pável Tonkov)

1992
- 1 etapa de la Vuelta a Portugal

1994
- Campeonato de Rusia en Ruta

## Resultados en las grandes vueltas
| Carrera         | 1991 | 1992 | 1993 | 1994 | 1995 | 1996 |
| --------------- | ---- | ---- | ---- | ---- | ---- | ---- |
| Giro de Italia  | -    | 34º  | 46.º | -    | -    | -    |
| Tour de Francia | -    | -    | -    | -    | -    | -    |
| Vuelta a España | 55.º | -    | 32.º | 70.º | 61.º | 55.º |
| Mundial en Ruta | -    | -    | -    | -    | -    | -    |